# Callocossus
Callocossus is een geslacht van vlinders van de familie houtboorders (Cossidae).

## Soorten
- C. elegans Aurivillius, 1910
- C. rauana Strand, 1909